# SIGURG
SIGTTOU — сигнал на POSIX-сумісних платформах, який посилається процесу при надходженні для нього термінових даних на сокет (програмний інтерфейс). Символьна змінна SIGURG оголошена у заголовному файлі signal.h. Символьні імена для сигналів використовуються через те, що їхні номери залежать від конкретної платформи.

## Етимологія
SIG є загальноприйнятий префіксом для назв сигналів. URG означає терміновий (англ. urgent).

## Використання
При отриманні сигналу процес може перервати своє виконання або стан очікування і виконати операцію читання з сокета.